# Antoinette Nana Djimou

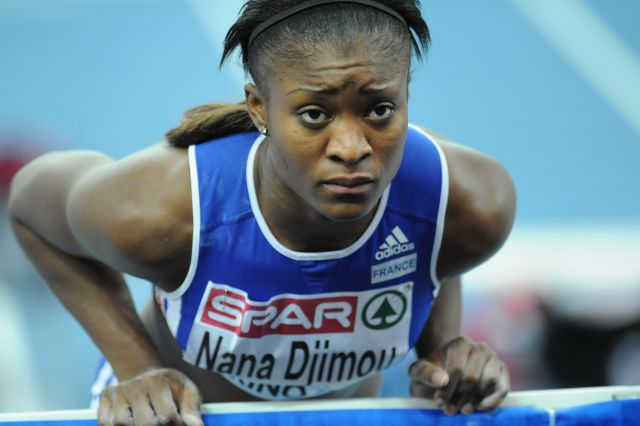
Antoinette Nana Djimou luistert naar de aanwijzingen van haar coach tijdens de EK indoor van 2009 in Turijn.

Antoinette Nana Djimou Ida (Douala, 2 augustus 1985) is een in Kameroen geboren Franse atlete, die gespecialiseerd is in de meerkamp. Ze werd in totaal viermaal Europees kampioene, waarvan tweemaal op de vijfkamp en tweemaal op de zevenkamp. Ook nam ze driemaal deel aan de Olympische Spelen, maar won hierbij geen medailles. Ze is bovendien een sterk verspringster, getuige haar nationale titel die ze behaalde in 2008.

## Biografie

### Jeugd
Antoinette Nana Djimou beoefende tijdens haar jeugd in Kameroen verschillende sporten, waaronder voetbal, handbal en basketbal, maar nog geen atletiek. Daarmee maakte ze pas kennis, nadat zij op twaalfjarige leeftijd naar Frankrijk was geëmigreerd, omdat haar vader daar een baan kreeg als bedrijfsleider. Op school kwam vervolgens haar atletiektalent bovendrijven en werd zij doorverwezen naar CA Montreuil, de atletiekvereniging die zij daarna altijd trouw zou blijven. In 2001 boekte zij haar eerste atletiekresultaat met een vijfde plaats op de zevenkamp bij de junioren U18 tijdens de Franse kampioenschappen.
Haar eerste internationale resultaat van enige importantie boekte Djimou in 2004 tijdens de wereldkampioenschappen voor junioren (U20) in het Italiaanse Grosseto, waar ze vierde werd op de zevenkamp met 5649 punten. Ze had er zelfs kans gemaakt op een podiumplaats, als zij enkele meters voor de finish van het laatste onderdeel, de 800 m, niet ten val was gekomen.

### Senioren: eerste resultaten
In eigen land boekte Djimou haar eerste succes bij de senioren in 2005, door bij de Franse indoorkampioenschappen goud te winnen op de vijfkamp. Het jaar daarop werd zij ook op de zevenkamp kampioene van Frankrijk met een persoonlijke recordscore van 5981 punten, een record dat ze in 2008 zou verbeteren tot 6205 punten. Nadat zij vervolgens in 2007 haar tweede nationale indoortitel op de vijfkamp had veroverd, werd zij uitgezonden naar haar eerste internationale seniorentoernooi, de Europese indoorkampioenschappen in Birmingham, waar zij elfde werd. Later dat jaar nam zij deel aan de zevenkamp tijdens de wereldkampioenschappen in Osaka, maar die meerkamp moest zij vanwege een blessure voortijdig beëindigen.
In 2009, op de EK indoor in Turijn, verbeterde Djimou zich ten opzichte van Birmingham aanzienlijk, door met een vijfkamptotaal van 4618 punten haar eerste internationale (bronzen) medaille te veroveren. Op de WK in Berlijn was zij op de zevenkamp vervolgens met een zevende plaats en een PR-score van 6323 de beste Française.
Een jaar later nam de Franse meerkampster in maart deel aan de wereldindoorkampioenschappen in Doha. Hoewel zij daar exact dezelfde puntenscore van 4618 vergaarde als in Turijn, kwam zij er in dit toernooi niet verder mee dan een vijfde plaats. Om ten minste één plaats in de einduitslag te stijgen had ze overigens zo'n 150 punten meer moeten scoren en aan een dergelijk niveau was Djimou nog niet toe. De zevenkamp in Doha werd intussen gedomineerd door de Britse Jessica Ennis, die met een eindtotaal van 4937 punten ver boven iedereen uitstak. Vervolgens liep Djimou dat jaar tijdens het baanseizoen op de zevenkamp tijdens de Europese kampioenschappen in Barcelona weer eens tegen het pechduiveltje aan en moest zij de strijd na het verspringen staken.

## Titels
- Europees kampioene zevenkamp - 2012, 2014
- Europees indoorkampioene vijfkamp - 2011, 2013
- Frans kampioene zevenkamp - 2006, 2007
- Frans kampioene verspringen - 2008
- Frans indoorkampioene vijfkamp - 2005, 2007, 2009, 2010

## Persoonlijke records
Outdoor
| Onderdeel    | Prestatie | Wind (m/s) | Datum             | Plaats         |
| ------------ | --------- | ---------- | ----------------- | -------------- |
| 100 m        | 11,78     | +1,5       | 24 juli 2008      | Albi           |
| 200 m        | 24,36     | +1,9       | 28 mei 2011       | Götzis         |
| 800 m        | 2.15,22   |            | 15 augustus 2014  | Zürich         |
| 100 m horden | 12,96     | +1,3       | 3 augustus 2012   | Londen         |
| hoogspringen | 1,83      |            | 29 augustus 2011  | Daegu          |
| verspringen  | 6,43      | -1,6       | 13 augustus 2016  | Rio de Janeiro |
| kogelstoten  | 16,17     |            | 8 juli 2016       | Amsterdam      |
| speerwerpen  | 57,27     |            | 16 september 2012 | Talence        |
| zevenkamp    | 6576      |            | 3/4 augustus 2012 | Londen         |

Indoor
| Onderdeel    | Prestatie | Datum            | Plaats     |
| ------------ | --------- | ---------------- | ---------- |
| 50 m         | 6,49      | 17 februari 2008 | Bordeaux   |
| 60 m         | 7,51      | 22 januari 2011  | Eaubonne   |
| 200 m        | 25,48     | 29 januari 2017  | Lyon       |
| 800 m        | 2.18,09   | 30 januari 2011  | Reims      |
| 50 m horden  | 7,19      | 17 februari 2008 | Bordeaux   |
| 60 m horden  | 8,11      | 28 februari 2010 | Parijs     |
| hoogspringen | 1,84      | 13 maart 2010    | Doha       |
| verspringen  | 6,44      | 6 maart 2009     | Turijn     |
| kogelstoten  | 15,52     | 2 maart 2018     | Birmingham |
| vijfkamp     | 4723 (NR) | 4 maart 2011     | Parijs     |

## Palmares

### vijfkamp
- 2007: 11e EK indoor - 4355 p
- 2009:  EK indoor - 4618 p
- 2010: 4e WK indoor - 4618 p (na DQ Tsjernova)
- 2011:  EK indoor - 4723 p (NR)
- 2013:  EK indoor - 4666 p
- 2015: 5e EK indoor - 4591 p

### zevenkamp
- 2004: 4e WK U20 - 5649 p
- 2005: 5e EK U23 - 5792 p
- 2006: 21e EK - 5765 p
- 2007: 7e EK U23 - 5970 p
- 2007: DNF WK
- 2008: 17e OS - 6055 p
- 2009: 7e WK - 6323 p
- 2010: DNF EK
- 2011: 6e WK - 6309 p (na DQ Tatjana Tsjernova)
- 2012:  EK - 6544 p
- 2012: 5e OS - 6576 p (na DQ Ljoedmyla Josypenko)
- 2012:  IAAF World Combined Events Challenge - 19510 p
- 2013: 8e WK - 6326 p
- 2014:  EK - 6551 p
- 2016:  EK - 6458 p
- 2016: 11e OS - 6383 p